# خوزه لوئیس (بازیکن فوتبال، زاده ۱۹۴۳)
خوزه لوئیس (انگلیسی: José Luis؛ زادهٔ ۲۱ مهٔ ۱۹۴۳) بازیکن فوتبال اهل اسپانیا است.
از باشگاه‌هایی که در آن بازی کرده‌است می‌توان به باشگاه فوتبال رایو وایکانو و باشگاه فوتبال رئال مادرید اشاره کرد.
وی همچنین در تیم ملی فوتبال اسپانیا بازی کرده‌است.